# Dexter McDonald
Dexter McDonald (Kansas City, 30 novembre 1991) è un giocatore di football americano statunitense che milita nel ruolo di cornerback per gli Oakland Raiders della National Football League (NFL).

## Carriera professionistica

### Oakland Raiders
Dopo avere giocato al college all'Università del Kansas, McDonald fu scelto nel corso del settimo giro (242º assoluto) dagli Oakland Raiders. Debuttò come professionista subentrando nella gara del quarto turno contro i Chicago Bears. Nella settimana 15 ebbe un massimo stagionale di quattro tackle contro i Green Bay Packers. La annata da rookie si concluse con 6 presenze.

## Statistiche
| Partite totali      | 6   |
| Partite da titolare | 0   |
| Tackle totali       | 5   |
| Sack                | 0,0 |
| Intercetti          | 0   |
| Fumble forzati      | 0   |

Statistiche aggiornate alla stagione 2015